# Мансфілд (Массачусетс)
Мансфілд (англ. Mansfield) — місто (англ. town) в США, в окрузі Бристоль штату Массачусетс. Населення — 23 860 особи (2020}).

## Географія
Менсфілд розташований за 45 км на південь від Бостона, за 23 км на захід від Броктона та за 30 км на північ від Провіденса. Межує на півночі з містом Фоксборо, на сході з містом Істоном, на півдні з містом Нортоном, а на заході з містами Еттлборо та Норт-Етлборо.

## Клімат
| Кліматограма Мансфілду | Кліматограма Мансфілду | Кліматограма Мансфілду | Кліматограма Мансфілду | Кліматограма Мансфілду | Кліматограма Мансфілду | Кліматограма Мансфілду | Кліматограма Мансфілду | Кліматограма Мансфілду | Кліматограма Мансфілду | Кліматограма Мансфілду | Кліматограма Мансфілду |
| --- | ---------------------- | ---------------------- | ---------------------- | ---------------------- | ---------------------- | ---------------------- | ---------------------- | ---------------------- | ---------------------- | ---------------------- | ---------------------- |
| С | Л                      | Б                      | К                      | Т                      | Ч                      | Л                      | С                      | В                      | Ж                      | Л                      | Г                      |
| 94 2 −6 | 82 4 −5                | 111 8 −1               | 97 14 4                | 86 20 10               | 93 24 15               | 90 28 19               | 103 27 18              | 90 23 15               | 104 17 9               | 88 11 3                | 109 5 −2               |
| Середня макс. і мін. температури повітря (°C) Атмосферні опади (мм), за рік : 1147 мм. Джерело: «Climate-Data.org» (англ.) |                        |                        |                        |                        |                        |                        |                        |                        |                        |                        |                        |

## Історія
У 1658 році європейські поселенці заснували поселення, яке назвали на честь Вільяма Мюррея, 1-го графа Менсфілду, члена Палати лордів Великої Британії.

## Демографія
Згідно з переписом 2010 року, у місті мешкали 23 184 особи в 8399 домогосподарствах у складі 6021 родини. Було 8746 помешкань
За віковим діапазоном населення розподілялося таким чином: 29,2 % — особи молодші 18 років, 62,6 % — особи у віці 18—64 років, 8,2 % — особи у віці 65 років та старші. Медіана віку мешканця становила 38,6 року. На 100 осіб жіночої статі у місті припадало 98,7 чоловіків;  на 100 жінок у віці від 18 років та старших — 95,5 чоловіків також старших 18 років.
Середній дохід на одне домашнє господарство  становив 132 297 доларів США (медіана — 111 141), а середній дохід на одну сім'ю — 151 354 долари (медіана — 125 876). Медіана доходів становила 77 614 долари для чоловіків та 62 419 доларів для жінок. За межею бідності перебувало 2,7 % осіб, у тому числі 2,4 % дітей у віці до 18 років та 3,6 % осіб у віці 65 років та старших.
Цивільне працевлаштоване населення становило 13 750 осіб. Основні галузі зайнятості: освіта, охорона здоров'я та соціальна допомога — 24,3 %, науковці, спеціалісти, менеджери — 13,5 %, роздрібна торгівля — 12,8 %.

### Расовий складнаселення
| - 91,6 % — білих - 3,4 % — азіатів - 2,7 % — чорних або афроамериканців - 0,3 % — корінних американців |

До двох чи більше рас належало 1,4 %. Частка іспаномовних становила 2,1 % від усіх мешканців.